# Microdon laxiceps
Microdon laxiceps är en tvåvingeart som beskrevs av Charles Howard Curran 1942. Microdon laxiceps ingår i släktet myrblomflugor, och familjen blomflugor. Inga underarter finns listade i Catalogue of Life.